# Devoção às três horas de agonia de Cristo
As Três horas de agonia são uma devoção católica celebrada na Sexta-feira Santa, do meio dia às 15h, e que rememora o tempo em que Jesus Cristo permaneceu pregado na cruz. 
Credita-se ao padre jesuíta Alphonsus Messia a composição desta devoção em Lima, Peru. De lá, foi introduzida em Roma por volta do ano 1788, tendo sido adotada por outras denominações cristãs a partir de então. Em 1815, o Papa Pio VIII decretou uma indulgência plenária a quem quer que praticasse essa devoção na Sexta-feira Santa